# Sinapsis inmunitaria

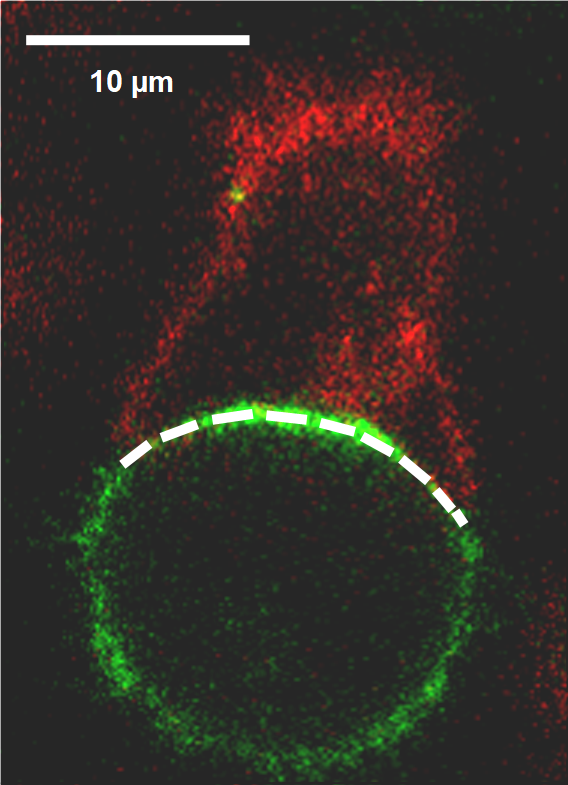
Sinapsis inmunológica (marcada por línea segmentada blanca), entre un linfocito NK arriba en rojo y su célula objetivo en verde.

La sinapsis inmunitaria o sinapsis inmunológica (IS en inglés) es una estructura supramolecular transitoria y concertada, que tiene como propósito primario permitir un contacto estrecho de un linfocito con su célula objetivo. Es una interfase especializada, que está finamente regulada, porque es crítica para los procesos de activación, pero también para la inhibición, la regulación y la co-estimulación en el sistema inmunitario innato.

La sinapsis se puede referir a la unión entre una célula T y una célula presentadora de antígeno, a la unión entre una célula NK y una célula  infectada o cancerosa, o bien entre un linfocito T citotóxico y su célula objetivo.
Descrita primero en el contexto de la activación de la célula T, la Sinapsis Inmunológica ha sido observada ahora en muchas formas, una de ellas para la célula NK de la inmunidad celular inmediata.
Es una estructura tridimensional compleja y muy dinámica, en la región de contacto entre el LT y la célula presentadora de antígeno, con una intensa actividad de señales bioquímicas entre estas células.

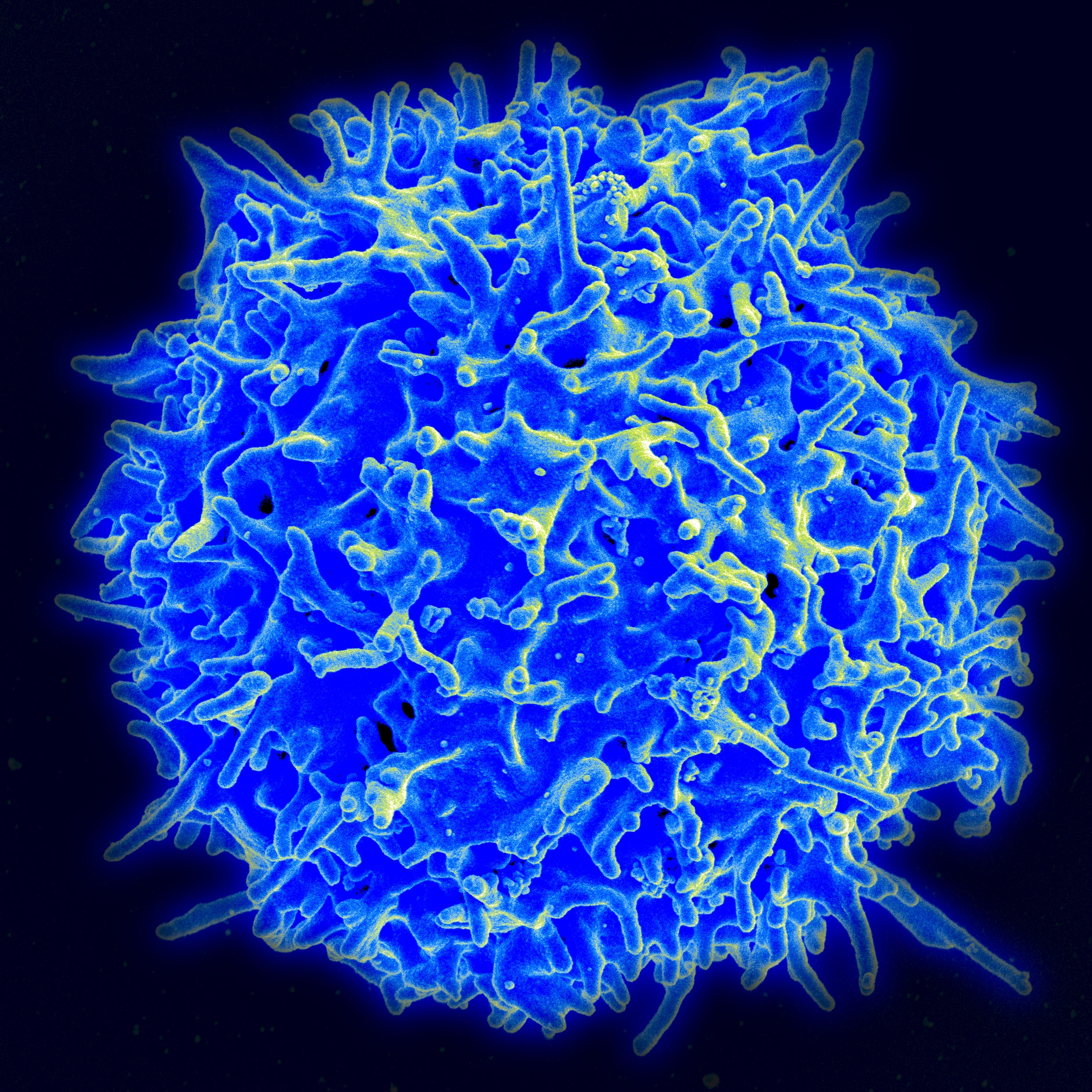
Linfocito T humano

Tras el reconocimiento por parte del Receptor del Linfocito T (RLT) de su antígeno (Ag) presentado en el CPH, se da una importante cantidad de transmisiones necesarias para la activación de diferentes procesos inmunológicos. La SI estabiliza y ayuda en la interacción entre las dos células, interacción que debe prolongarse durante tiempo suficiente para que la respuesta inmune sea llevada a cabo.

## Historia
La naturaleza similar a la sinapsis, del contacto íntimo entre la célula T y la célula presentadora de antígenos (APC), fue propuesta inicialmente por Norcross en 1984. El término "sinapsis inmunológica" apareció por primera vez en una revisión por Paul y Seder en 1994.

La sinapsis inmunológica fue descrita por Kupfer del National Jewish Medical and Research Center de Denver en 1999. Michael Dustin en la Universidad de Nueva York, acuñó el término “sinapsis inmune” y estudió en mayor profundidad el proceso.
Daniel David y Jack Strominger mostraron sinapsis inmunológicas estructuradas para células Natural Killer, otro tipo de linfocito, y publicaron también en 1999.

Estudios posteriores identificaron sinapsis inmunológicas entre diferentes tipos de células inmunes, y también entre células inmunes y células no inmunes.

A partir de ese momento una "Sinapsis Inmunológica", se define como una disposición intencional de moléculas, de la célula inmune en la interfaz con otra célula.

## Estructura

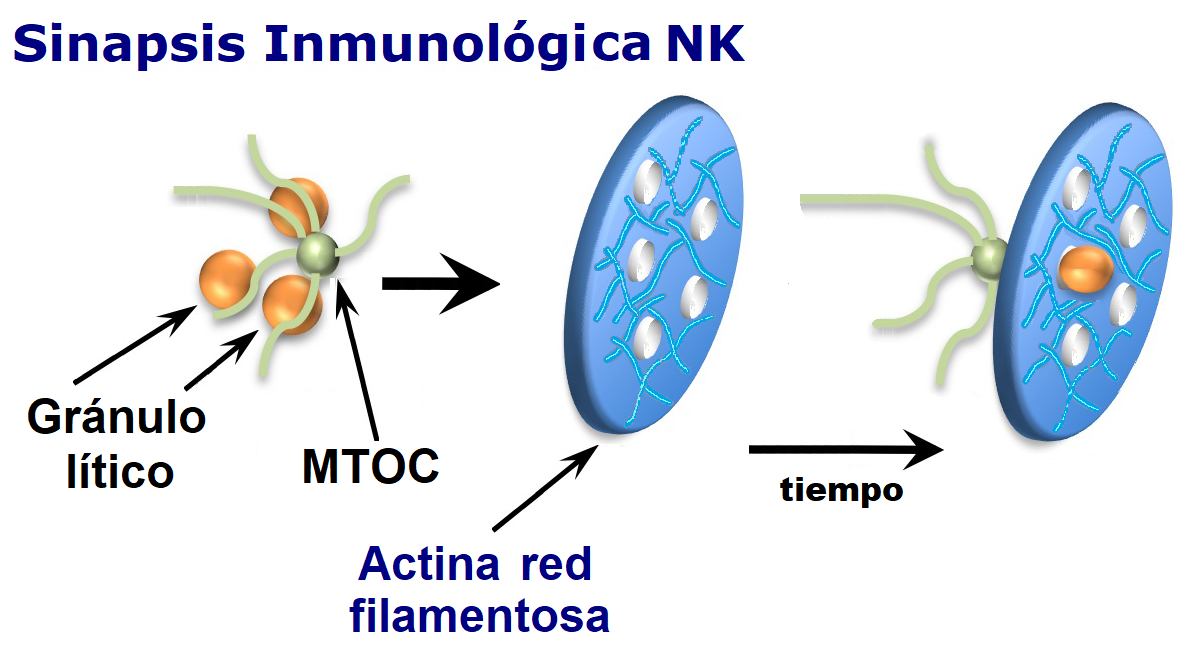
Sinapsis NK. Muestra el Organizador de microtúbulos (MTOC), los gránulos líticos, y la red de Actina filamentosa. En este esquema de 2011 no se demostraron anillos concéntricos abiertos, sino espacios mínimos entre los filamentos de la red de actina.

La estructura del agrupamiento supramolecular de activación (SMAC en inglés) está formado esquemáticamente por estructuras anulares más o menos concéntricas, cada una con una serie específica de moléculas:
- SMAC–c (central): En esta zona de contacto intervienen el complejo RLT (formado por RLT, CD3 i Z), los correceptores CD4 y CD8, los coestimuladores CD28, CD40L y CD2, las enzimas PKC, proteínas adaptadoras y la mayoría de proteínas de señalización involucradas en la activación de los linfocitos T. Se trata de la zona central y la distancia entre la membrana plasmática del linfocito T y la CPA es de aproximadamente 15 nm.[10]

- SMAC–p (periférico): Durante la sinapsis esta zona se encuentra enriquecida con integrina y consta de la proteína talina y la molécula de adherencia ICAM-1 La distancia que separa la membrana del linfocito T con la de la CPA es de aproximadamente 40 nm.

- SMAC-d (distal): Zona rica en CD43 y proteína tirosina fosfatasa CD45

La sinapsis inmunológica, como unión física entre el Linfocito T (LT) y la Célula presentadora de antígeno (CPA), está constituida por diferentes moléculas accesorias que estabilizan la estructura.
La estabilización que confiere la SI es clave para mantener la organización y para controlar las funciones de las dos células. Funciones que modulan la respuesta inmunológica.

## Formación
- Fase I: En esta fase se lleva a cabo la conexión entre la CPA i el linfocito T. El LFA1 se une a la región central de la sinapsis, constituyendo así un punto de apoyo para los mecanismos del citoesqueleto sobresalientes. Estos fuerzan una mayor aproximación con el sustrato del anillo más exterior de la membrana del linfocito T.[3]

- Fase II: En esta fase se da el transporte del péptido MHC. Se cree que se trata de un transporte mediado por actina. Se requieren unos 5 minutos para llevar a cabo esta fase.[3]

- Fase III: La tercera y última fase corresponde a la estabilización de la sinapsis immunitaria. En esta fase el TCR participa en la activación del linfocito T uniéndose a los péptidos MHR, mateniendo así unida la CPA con el linfocito T.[3]

## El complejo Sinapsis/LinfocitoT
El complejo SI/LC T es la unión entre la sinapsis inmunológica y el linfocito T1. Es la parte más estudiada de la sinapsis inmunológica debido a su gran importancia biomédica. Este complejo es capaz de regular las funciones del linfocito T. En este complejo, se hallan principalmente tres tipos de moléculas, dos en las regiones citoplasmáticas (las señalizadoras y las citoesqueléticas) y tan solo una en la región membranosa (las proteínas de membrana).

### Proteínas de superficie (o de membrana)
Este tipo de moléculas contiene habitualmente un alto contenido en señales intracelulares encargadas de la regulación del complejo. Además, contiene diferentes tipos de receptores y ligandos fundamentales en la unión entre las células presentadoras de antígeno y las células T. Por otra parte, son este tipo de moléculas las que permiten el inicio del complejo SI/LT.

### Moléculas citoesqueléticas
La correcta organización del complejo SI/LT se da gracias a proteínas asociadas al citoesqueleto, como por ejemplo la tubulina (formando parte de los microtúbulos) y la actina (formando parte de los microfilamentos). Además, también están involucradas en el control de la señalización del complejo.

### Moléculas señalizadoras
En la región del complejo SI/LT hallamos diferentes tipos de sustancias señalizadoras, pero la más destacada es la quinasa, la cual se explica a continuación.
- Las quinasas son importantes para la transmisión de señales desde el TCR, un 	receptor que carece de actividad enzimática. Los principales tipos son tirosina quinasa like, Lck, ZAP-70 y Fyn.[6][12]

### Funciones principales del complejo SI/LT
- La SI (sinapsis inmunológica) es un mecanismo molecular cuya función consiste en aglutinar los linfocitos para proceder a su posterior activación.
- La unión entre SI y el LT (linfocito T) favorece la adhesión entre el linfocito T y la célula presentadora de antígeno (APC) así como la organización del citoesqueleto en la célula T.[6]
- La SI-LT es un regulador de la señal TCR y la activación de células T.[6][11]

En el espacio intercelular en la sinapsis inmunológica se secretan diferentes clases de citoquinas y quemoquinas que se encargan de la regulación de los LT.
El complejo SI-LT, debido a su polaridad, es capaz de inducir a la división asimétrica de los LT, que tiene como consecuencia la formación de células de memoria y efectoras.

## Señales sinápticas y moléculas de transmisión
Las diferentes moléculas transmisoras de las señales de la sinapsis inmunológica se hallan en microdominios llamados rafts lipídicos, que por el hecho de contener transmisores de señal, son considerados nódulos de señalización celular. 
Estos son actores de la transmisión de señales del receptor de células T y de los diferentes receptores de los coestimuladores. Tienen la capacitad de provocar alteraciones en el citoesqueleto, permitiendo la confluencia de diferentes rafts lipídicos que acaban dando lugar a la estructura de la sinapsis inmunitaria.
Encontramos tres tipos de señales presentes en la sinapsis inmunológica:

### Primera señal de activación
El complejo mayor de histocompatibildad una vez unido al péptido es reconocido por los receptores de linfocitos T y por los linfocitos CD4 o CD8.

### Segunda señal de activación
Los coestimuladores de los linfocitos T, como por ejemplo la molécula B7, tienen la función de activar las células T que aún estén en un estado de inmadurez. Algún ejemplo de tipos de moléculas implicadas en el proceso de coestimulación son la CTLA-4 o la 4-IBB.

### Tercera señal de activación
Relacionada con las citoquinas o citocinas que son “un grupo de proteínas de bajo peso molecular que actúan como mediadores en les reacciones de las células inflamatorias o linfáticas” . Ejemplos de este tipo de moléculas pueden ser las IL-2, IL-4, IL-5 o las IL-10 entre otras.

## Funciones de la sinapsis
Muchas de las funciones de la SI en el 2010 están aún por descubrir. La comunidad científica no llega a un consenso sobre muchas otras.
Sin embargo, se ha demostrado que la sinapsis ayuda a la activación de los LT, media en la secreción de ciertas sustancias y tiene un papel importante en la transmisión de señales entre el LT y la CPA.

### Activación de linfocitos T
Cuando el pequeño número de complejos péptido-CPH de la CPA mantiene la interacción repetida de los RLT, superando los problemas de baja afinidad que hay entre ellos y la presencia de pocas moléculas del CPH, se produce la sinapsis.
Esta interacción activa los linfocitos T facilitando una transmisión de señales prolongada y eficaz de los mismos. De esta forma, la propia sinapsis inmunitaria puede proporcionar una interfase única para la activación del RTL.

### Secreción y acumulación de sustancias

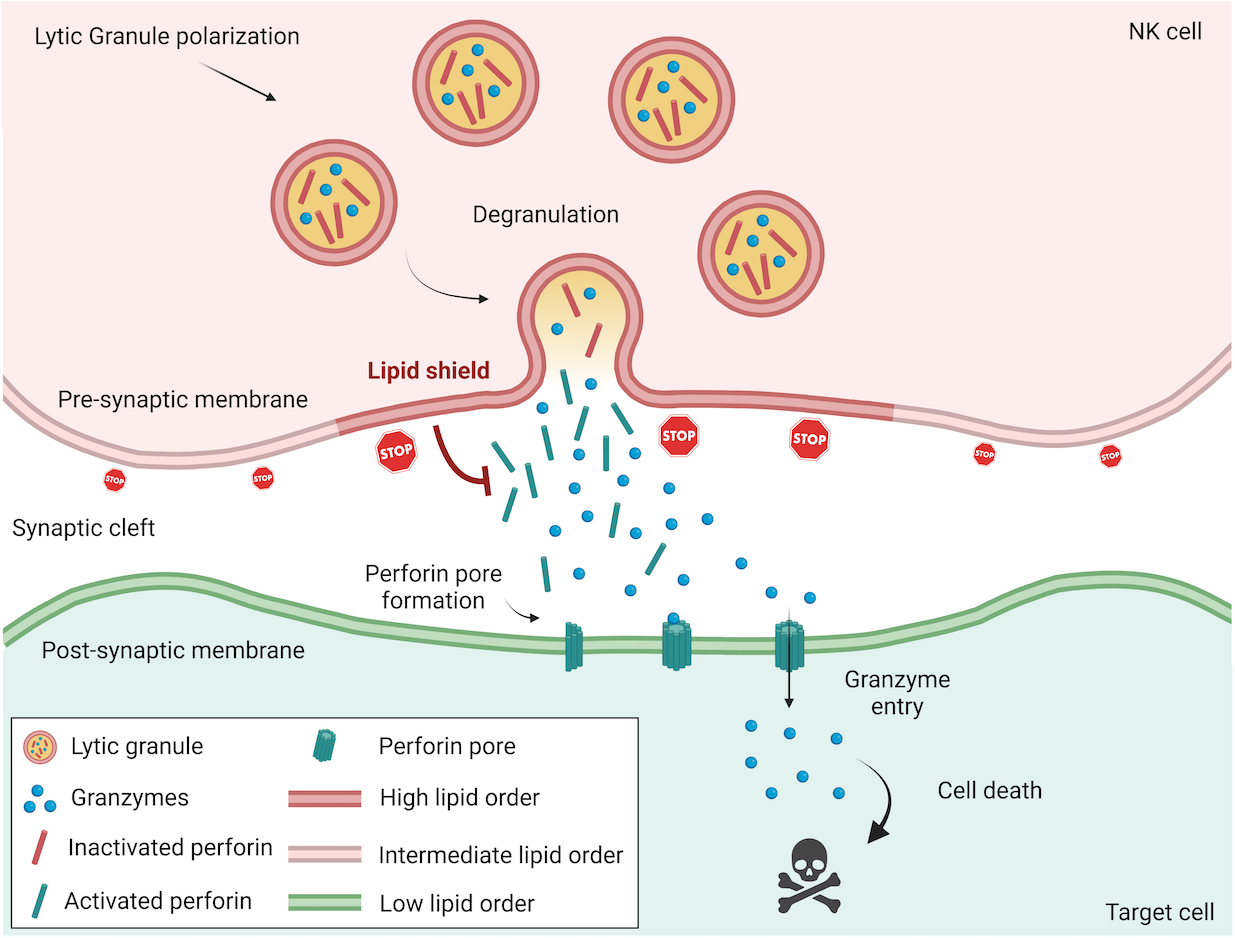
Dibujo esquemático de la Sinapsis inmunológica. Gránulos líticos.

La sinapsis libera gránulos efectores, gránulos secretores con perforina y granzimas desde los LTC a otras células específicas y señales a las CPA adecuadas o a otras células específicas. También se secretan citoquinas de forma directa hacia la hendidura sináptica.
Igualmente, la acumulación de las moléculas de CD40L y CD40 sobre las interfases de los linfocitos T y las CPA de la sinapsis inmunitaria facilita las interacciones entre ambas.

### Recambio de moléculas transmisoras
Mediante la sinapsis se recambian las moléculas transmisoras de señales, por ubicuitinación y liberación hacia los endosomas tardíos y los lisosomas, contribuyendo esta degradación a finalizar la activación de linfocitos T.